# Belgian Classic
Das BCE Belgian Classic war ein einmalig ausgetragenes Snooker-Einladungsturnier im Rahmen der Saison 1985/86. Es fand zwischen dem 14. und dem 17. Januar 1986 im Oostende Casino im belgischen Ostende statt. Im Rahmen des Turnieres fand zum ersten Mal ein Profiturnier mit Topbesetzung auf dem europäischen Festland statt, zuvor gab es lediglich das ebenfalls einmalig ausgetragenen Costa Del Sol Classic im Jahr 1984, bei welchem jedoch nur wenige Top-Spieler teilnahmen. Sieger wurde der Waliser und Ex-Weltmeister Terry Griffits, der im Finale den Kanadier Kirk Stevens mit 9:7 besiegte. Griffiths spielte mit einem 121er-Break ebenso das höchste Break des Turnieres.

## Preisgeld
Der Tischbauer BCE sponserte das Turnier. Der gesamte Preisgeldtopf umfasste 40.000 Pfund Sterling, wovon etwa ein Drittel auf den Sieger entfiel.
|                 | Preisgeld |
| --------------- | --------- |
| Sieger          | 12.000 £  |
| Finalist        | 7.000 £   |
| Halbfinalist    | 4.000 £   |
| Viertelfinalist | 3.000 £   |
| Höchstes Break  | 1.000 £   |
| Insgesamt       | 40.000 £  |

## Turnierverlauf
Zum Turnier eingeladen wurden acht der Top 9 Spieler, von den Top 8 fehlte lediglich der Kanadier Cliff Thorburn, die Top 2 der Welt (für die anderen Ranglistenpositionen siehe Turnierplan). Während ab dem Viertelfinale, der ersten Runde, im Modus Best of 9 Frames gespielt wurde, wurde der Sieger des Turnieres im Modus Best of 17 Frames bestimmt.

| Viertelfinale | Viertelfinale   | Viertelfinale |   |                 | Halbfinale | Halbfinale | Halbfinale |  |  | Finale | Finale | Finale |
|               |                 |               |   |                 |            |            |            |  |  |        |        |        |
| 1             | Steve Davis     | 2             |   |                 |            |            |            |  |  |        |        |        |
| 8             | Terry Griffiths | 5             |   |                 |            |            |            |  |  |        |        |        |
| 8             | Terry Griffiths | 5             | 8 | Terry Griffiths | 8          |            |            |  |  |        |        |        |
|               |                 |               | 8 | Terry Griffiths | 8          |            |            |  |  |        |        |        |
|               | 3               | Tony Knowles  | 2 |                 |            |            |            |  |  |        |        |        |
| 3             | 3               | Tony Knowles  | 2 | Tony Knowles    | 5          |            |            |  |  |        |        |        |
| 3             |                 |               |   | Tony Knowles    | 5          |            |            |  |  |        |        |        |
| 7             | Jimmy White     | 3             |   |                 |            |            |            |  |  |        |        |        |
| 7             | Jimmy White     | 3             | 8 | Terry Griffiths | 9          |            |            |  |  |        |        |        |
|               |                 |               |   | Terry Griffiths | 9          |            |            |  |  |        |        |        |
|               | 5               | Kirk Stevens  | 7 |                 |            |            |            |  |  |        |        |        |
| 4             | 5               | Kirk Stevens  | 7 | Dennis Taylor   | 1          |            |            |  |  |        |        |        |
| 4             |                 |               |   | Dennis Taylor   | 1          |            |            |  |  |        |        |        |
| 9             | Alex Higgins    | 5             |   |                 |            |            |            |  |  |        |        |        |
| 9             | Alex Higgins    | 5             | 9 | Alex Higgins    | 4          |            |            |  |  |        |        |        |
|               |                 |               | 9 | Alex Higgins    | 4          |            |            |  |  |        |        |        |
|               | 5               | Kirk Stevens  | 5 |                 |            |            |            |  |  |        |        |        |
| 5             | 5               | Kirk Stevens  | 5 | Kirk Stevens    | 5          |            |            |  |  |        |        |        |
| 5             |                 |               |   | Kirk Stevens    | 5          |            |            |  |  |        |        |        |
| 6             | Ray Reardon     | 1             |   |                 |            |            |            |  |  |        |        |        |

### Finale
Der Waliser Terry Griffiths war gemäß seiner Weltranglistenposition sowohl der zweitschlechteste Spieler des Teilnehmerfelds als auch der schlechtere der beiden Finalisten, obwohl er neben Snookerweltmeisterschaft 1979 auch zahlreiche Non-ranking- und Einladungsturniere gewonnen hatte. Sein Gegner Kirk Stevens hatte es dagegen nur auf den Gewinn der Canadian Professional Championship 1983 gebracht, zudem hatte er im Rahmen des ersten Drogenskandals des Snookersports im Jahr 1985 zugegeben, kokainabhängig zu sein. Für Stevens war es seit dem Finale der British Open 1985, in welchem ihn sein Gegner mit dem Vorwurf des Konsums von Aufputschmittel konfrontiert hatte und in dessen Zuge es den ersten Drogenskandal gab der Snookergeschichte gab, die erste Finalteilnahme, für Griffiths dagegen war es nach der Finalteilnahme beim Hong Kong Masters im September 1985 die erste Finalteilnahme, wobei Griffiths dementsprechend einen kürzeren Abstand zu seiner letzten Finalteilnahme hatte als Stevens.
Griffiths startete auch besser ins Match, als er mit 2:0 in Führung ging. Anschließend gelang jedoch Stevens mit zwei Breaks über 50 Punkten der Ausgleich und die Führung, ehe Griffiths seinerseits ausglich. Dies ging so lange (teilweise schaffte Griffiths erst den Ausgleich mit der letzten Schwarzen), bis Griffiths beim Stande von 6:6 eine erneute Führung von Stevens verhinderte und selbst mit 7:6 in Führung ging. Stevens schaffte zwar noch den erneuten Ausgleich zum 7:7, doch Griffiths gewann mit 86:0 und 67:39 die letzten beiden nötigen Frames zum Titelgewinn.
| Finale: Best of 17 Frames Oostende Casino, Ostende, Belgien, 17. Januar 1986                                                         |                |              |
| Terry Griffiths | 9:7            | Kirk Stevens |
| 81:20; 77:8; 20:70 (59); 40:97 (56); 18:84; 67:53; 4:85 (72); 71:38; 26:69; 61:50; 49:48; 22:77 (53); 69:47; 40:84 (51); 86:0; 67:39 |                |              |
| – | Höchstes Break | 72           |
| – | Century-Breaks | –            |
| – | 50+-Breaks     | 5            |

## Century Breaks
Während des Turnieres spielten nur die beiden Finalisten Breaks von 100 oder mehr Punkten, sogenannte Century Breaks, beide jedoch jeweils zwei.
- Terry Griffiths: 121, 105
- Kirk Stevens: 120, 111